# قزل تبة (قمشي)
قزل تبة هي بلدة في مقاطعة قمشي في ولاية قشقداريا في أوزبكستان.